# Павленко Яків Володимирович
Яків Володимирович Павленко (24 січня 1954 — 19 жовтня 2024) — український астроном і астрофізик, дослідник зір малих мас, екзопланет та екзокомет, лауреат Премії НАНУ імені М. П. Барабашова та Державної премії України в галузі науки і техніки.

## Біографія
Народився у 1954 році у селі Макалевичі (Житомирська область, Україна).

### Освіта
У 1976 році закінчив Київський державний університет імені Т. Г. Шевченка, де залишався працювати до 1979.
Яків Павленко був учнем Миколи Яковкіна, сина Авеніра Яковкіна.
З 1979 до 1983, був співробітником Тартуської обсерваторії (Естонія).
У 1983 році закінчив аспірантуру в Інституті астрофізики та фізики атмосфери Естонської академії наук, а в 1984 році захистив там кандидатську дисертацію «Ефекти відхилення від умов локальної термодинамічної рівноваги в атмосферах М-гігантів».

### Кар'єра
Від 1983 року працював в Головній астрономічній обсерваторії НАН України (ГАО НАНУ), послідовно на посадах наукового співробітника, старшого наукового співробітника, провідного наукового співробітника і головного наукового співробітника.
З 1989, співпрацював з Instituto de Astrofísica de Canarias (IAC, Іспанія), де часто брав участь у проведенні досліджень як гостьовий науковий співробітник.
У 1996, в Головній астрономічній обсерваторії захистив докторську дисертацію «Формування ліній літію в атмосферах зірок пізніх спектральних класів у разі відмови від ЛТР».
З 2005, гостьовий науковий співробітник University of Hertfordshire (Велика Британія).
У 2016, в рамках програми «Severo Ochoa», Яків Павленко відвідав IAC для проведення моделювання атмосфер коричневих карликів та екзопланетних об'єктів.
З січня 2018, року обіймав посаду завідувача Відділом фізики субзоряних та планетарних систем ГАО НАНУ.
Восени 2022, здійснив черговий візит до IAC для проведення досліджень.
З 22 березня 2023, обіймав посаду головного наукового співробітника Відділу фізики субзоряних і планетарних систем ГАО НАНУ. Того ж року, Яків Павленко долучився до проекту «Science At Risk!» як експерт.
«Наука в небезпеці» (Science at Risk) — це цифрова платформа та спільнота українських вчених, що потерпають від воєнної агресії Росії. Ми розповідаємо світові, як українські науковці й інституції справляються з викликами війни та накопичують унікальну експертизу з кризового менеджменту.— Про нас, https://scienceatrisk.org/uk/about
У липні 2024, під час проведення міжнародної конференції «Main Astronomical Observatory of the National Academy of Sciences of Ukraine – 1944 and beyond. Impact of international cooperation», присвяченій відзначенню 80-ліття ГАО НАНУ, Яків Павленко представив результати наукової роботи по дослідженню спектрального аналізу випромінювання зорі Проксима Центавра.
21 жовтня 2024, Ярослав Яцків опублікував на сайті ГАО НАНУ повідомлення на згадку про Якова Володимировича Павленка.

### Сім'я
У Якова Павленка залишилися дружина, Яковина Лариса Якімівна, та донька.

## Наукові здобутки
Яків Павленко вивчав ультрахолодні карлики та коричневі карлики, досліджував вміст літію в атмосферах зір пізніх спектральних класів з врахуванням ефектів відхилення від умов локальної термодинамичної рівноваги, вивчав пекулярні зорі.
Був автором понад 300 наукових статей, 2 монографій, співавтором книг, членом редакційної колегії журналу Кінематика і фізика небесних тіл.
Результати досліджень спектрів зоряної системи Проксима Цинтавра, проведені Яковом Павленко та колегами з Instituto de Astrofísica de Canarias на основі зібраних данних в рамках місії HARPS, були використані іншою групою вчених на чолі з Маріо Дамассо (італ. Mario Damasso) під час відкриття другої екзопланети поруч із зорею Проксима Центавра — Проксима Центавра c, стаття з відкриттям якої була опублікована 15 січня 2020.
| | Червоні карлики мають вельми розвинуті конвективні оболонки, в яких формуються магнітні поля. Тож, для них є характерними зоряні спалахи (по аналогії зі спалахами на Сонці), [...] З іншого боку, червоні карлики є відносно маломасивними об’єктами, тому їхній рух більш чутливий до присутності екзопланет. |
| — Яків Павленко, Проксима Центавра може бути домом для другої планети [оновлено], 16 січня 2020, https://scienceukraine.com/cosmos/proxima-c-candidate/ | |

У квітні 2022, Яків Павленко керував командою українських науковців зі складу співробітників ГАО НАНУ, яка за допомогою даних космічного телескопа TESS відкрила екзокомети біля зорі β Живописця. Після публікації результатів досліджень щодо відкриття 5 нових екзокомет новину про це відкриття було опубліковано у кількох впливових фахових виданнях та українських ЗМІ, а також Якова Павленко було запрошено до участі у випуску програми «Сьогодні.Ввечері» на Українському радіо присвяченому цьому відкриттю.

### Проєкти і гранти
Яків Павленко керував двома європейськими проєктами 7-ї рамкової програми для досліджень в ГАО НАНУ, які були профінансовані грантами Європейського Союзу в рамках програми CORDIS:
- RoPACS — Rocky Planets Around Cool Stars (2009—2012)[31][32][33]
- POSTAGBinGALAXIES — Evolved Stars: clues to the chemical evolution of galaxies (2010—2013)[5][34]

Окрім того, брав участь у різних освітніх проектах та школах для науковців, отримував національні гранти та грантів від організацій з інших країн, а також був стипендіатом програми MSCA4Ukraine.

### Викладацька діяльність
Яків Павленко був викладачем, керівником наукових робіт студентів та молодих науковців, а також екзаменатором під час захисту дисертацій на здобуття наукових ступенів. Серед учнів Якова Павленка є кандидати та доктори наук у галузі астрофізики.

## Відзнаки
- Премія НАН України імені М. П. Барабашова (2009) за цикл робіт «Зорі середніх і малих мас від жовтих карликів сонячного типу до холодних коричневих карликів: спостережувана активність та їх еволюційний статус», у співавторстві з Роальдом Гершбергом і Оленою Павленко[50][51].
- Державна премія України в галузі науки і техніки (2014) за роботу «Будова та еволюція Всесвіту на галактичних та космологічних масштабах, прихована маса і темна енергія: теоретичні моделі та спостережні результати»[52][53].

- Нагорода «Basic Sciences Book Award» Міжнародної академії астронавтики (2016)[54][55] за серію книг «Dark energy and dark matter in the Universe : in three volumes» (2013-2015)[56] (Яків і Олена Павленки були співавторами 2-го тому цієї серії[57])[58][59].

- Відзнака Президії Національної академії наук України «За наукові досягнення» (2018)[5].

## Спільноти
Яків Павленко був учасником кількох астрономічних спільнот:
- Європейське астрономічне товариство (з 1994)
- Міжнародний астрономічний союз (з 1995)[60]
- Eurasian Astronomical Society[en] (тимчасово)
- Українська астрономічна асоціація (з 2017)

## Цитати
- «I use definition of molecular astrophysics to describe complex of tools and procedures used to determine the spectroscopic properties of molecules.»[8]
- «The study of very high quality molecular lines requires the development of large international projects to calculate perfect molecular data such as HITRAN and EXOMOL.»[8]

Яків Павленко часто цитував під час виступів і лекцій вступне речення з наукової статті Вірджинії Трімбле та Роджера Белла, опублікованої у 1981, називаючи цю цитату улюбленою:
Astronomy often progresses amoeba-like; the advance in one pseudopod may not move the animal very far, but permits other parts to advance in their turn and can reveal portions of the organism that are in danger of being left behind.— Trimble, V. ; Bell, R.A., Q.Jl.R.astr.Soc. (1981) 22, 361-379.

## Дивіться також
- Вороний Георгій Феодосійович
- Герасимович Борис Петрович
- Мороженко Ніна Миколаївна
- Павленко Олена Петрівна
- Чурюмов Клим Іванович
- Яцків Ярослав Степанович

#### Публікації
- Павленко, Я.В. Эффекты отклонения от ЛТР в атмосферах М-гигантов. Таллин: Валгус, 1984. (Монографія).
- Павленко, Я.В. Формування ліній літію при відмові від ЛТР в атмосферах зір пізніх спектральных класів. Київ, 1996. (Автореф. дис. д-ра фіз.- мат. наук).
- Павленко, Я.В. Ультрахолодні карлики - перші 10 років. Астрономічний календар [на] 2005 / Редкол.: Д.П. Дума (відп. ред.) та ін.- К.: Академперіодика. с.214-216.
- Pavlenko Ya.V., Vavilova I. B., Kostiuk T. Astronomy in Ukraine. Organizations and Strategies in Astronomy. – 2006. – Springer-Verlag. – V.7. – P.121-146.
- Pavlenko, Ya. V.; Vavilova, I. B.; Kostiuk, T. Astronomy in Ukraine. Organizations and Strategies in Astronomy, Volume 7, Ed. André Heck, Volume 343 of the Astrophysics and Space Science Library, Springer, Dordrecht, The Netherlands, 2006 (chapter, p.71-96).
- Pavlenko Ya.V. Grants and Science in Europe and Ukraine. 17th Open Young Sci. Conf. on Astronomy and Space Physics (YSC'17), Kyiv, April 26- May 1, 2010: Abstracts.- K. p.15.
- Павленко, Яків (2013). Планетарні об'єкти в маломасивних дисках зір : Коментар до статті В.П.Семененко "Релікти давніх зоряних світів у метеоритах". Світогляд. 2: 62.
- James S. Jenkins, Hugh R.A. Jones, Matias I. Jones, Mikko Tuomi, Yakiv Pavlenko, Patricio Rojo, Nestor Becerra, David Pinfield, John R. Barnes, Oleksiy Ivanyuk, Andres Jordan, Maria-Teresa Ruiz, Sebastian Lopez, Matias Diaz, Blake Pantoja, Maritza Soto, and Aurora Aguayo (червень 2015). The Search for Exoplanets at U.Chile. ESO Exoplanet Focus Meeting, Vitacura.
- Pavlenko, Ya V.; Mascareno, A. Suarez; Rebolo, R.; Lodieu, N.; Bejar, V. J. S.; Hernandez, J. I. Gonzalez (14 червня 2017), Flare activity and photospheric analysis of Proxima Centauri, doi:10.1051/0004-6361/201730733
- Могорян, Максим ; Павленко, Яків. Проксима Центавра та її планетна система. Світогляд, 2018. 4(72):30–33. ISSN 1819-7329
- Pavlenko, Ya. V.; Suárez Mascareño, A.; Zapatero Osorio, M. R.; Rebolo, R.; Lodieu, N.; Béjar, V. J. S.; González Hernández, J. I.; Mohorian, M. (January 2019). Temporal changes of the flare activity of Proxima Centauri. Astronomy & Astrophysics. 626: A111. doi:10.1051/0004-6361/201834258. ISSN 0004-6361.
- Pavlenko Ya.V. (2020). Lithium in stars. Astronomy and Space Physics in the Kyiv University: Intern. Conf. dedicated to the 175th of the Astronomical Observatory of T. Shevchenko National University of Kyiv, May 27- 29, 2020: Book of Abstr.- K. p.42.
- Vasylenko M.Yu.; Pavlenko Ya.V.; Kulyk I.V.; Shubina O.S.; Dobrycheva D.V.; Korsun P.P. (2021). Machine Learning Algorithms for Identification of Exocomet Transits. "Астрономія у Львівському університеті": Програма і тези допов. наук. конф. до 250-ліття АО та 25-ліття кафедри астрофізики, Львів, 14- 17 верес., 2021 р. c.59.
- Pavlenko, Yakiv V., Tennyson, Jonathan, Yurchenko, Sergei N.,. Schmidt, Mirek R., Jones, Hugh R. A., Lyubchik, Yuri,. Suárez Mascareño, A. (2022). AlH lines in the blue spectrum. of Proxima Centauri. Monthly Notices of the Royal Astronomical Society,. Volume 516, Issue 4, pp.5655-567. doi:10.48550/arXiv.2209.03037
- Pavlenko, Ya.; Kulyk, I.; Shubina, O.; Vasylenko, M.; Dobrycheva, D.; Korsun, P. (April 2022). New exocomets of β Pic. Astronomy & Astrophysics. 660: A49. arXiv:2202.13373. Bibcode:2022A&A...660A..49P. doi:10.1051/0004-6361/202142111. ISSN 0004-6361.
- Dobrycheva D.V., Vasylenko M.Yu., Kulyk I.V., Pavlenko Ya.V., Shubina O.S., Luk’yanyk I.V., Korsun P.P. (2023). Hunting for exocomet transits in the TESS database using the Random Forest method. Space Science and Technology. 29(6):068-079.

#### Цитування
- Damasso, Mario; Del Sordo, Fabio; Anglada-Escudé, Guillem; Giacobbe, Paolo; Sozzetti, Alessandro; Morbidelli, Alessandro; Pojmanski, Grzegorz; Barbato, Domenico; Butler, R. Paul; Jones, Hugh R. A.; Hambsch, Franz-Josef; Jenkins, James S.; López-González, María José; Morales, Nicolás; Peña Rojas, Pablo A. (17 січня 2020). A low-mass planet candidate orbiting Proxima Centauri at a distance of 1.5 AU. Science Advances (англ.). 6 (3). doi:10.1126/sciadv.aax7467. ISSN 2375-2548. PMC 6962037. PMID 31998838. Very recently, Pavlenko et al. analyzed the temporal variations of some chromospheric emission lines from the same HARPS optical spectra of our sample.
- Faria, J. P.; Mascareño, A. Suárez; Figueira, P.; Silva, A. M.; Damasso, M.; Demangeon, O.; Pepe, F.; Santos, N. C.; Rebolo, R.; Cristiani, S.; Adibekyan, V.; Alibert, Y.; Allart, R.; Barros, S. C. C.; Cabral, A. (February 2022). A candidate short-period sub-Earth orbiting Proxima Centauri. Astronomy & Astrophysics. 658: A115. doi:10.1051/0004-6361/202142337. ISSN 0004-6361.

#### Книги
- Shulga Valery, Zhdanov Valery, Alexandrov Alexander, Berczik Peter, Pavlenko Elena, Pavlenko Yakiv, Pilyugin Leonid, Tsvetkova Viktoria. Dark matter: Astrophysical aspects of the problem ( volume 2, in three volumes «Dark energy and dark matter in the Universe») (PDF). Publishing House “Akademperiodyka” (амер.). 2014. с. 318—347. doi:10.15407/akademperiodyka.253.356.
- Головна астрономічна обсерваторія НАН України між двома ювілеями: 2004—2014 роки. Київ: ГАО НАНУ.
- Головна астрономічна обсерваторія Національної ака демії наук України: від ідеї створення до міжнародного визнання / За редакцією Я.С. Яцківа. — Київ: Наукова думка, 2018.
- Головна астрономічна обсерваторія Національної академії наук України: від ідеї створення до міжнародного визнання / За редакцією Я.С. Яцківа. — Київ: Наукова думка, 2024.

#### Відео
- Pavlenko, Yakiv (16 травня 2013). Molecular Astrophysics на YouTube. Instituto de Astrofísica de Canarias[en][67][68][69].
- Павленко, Яків (18 червня 2021). Ізотопи у зірках (MP4). Instituto de Astrofísica de Canarias[en].

#### Інтерв'ю
- Moreno, Marian (14 грудня 2016). Yakiv Pavlenko: “OSIRIS is a very useful instrument for the investigation of low mass late-type hosting stars and exoplanets which cannot be observed directly”. Instituto de Astrofísica de Canarias[en].
- Проксима Центавра може бути домом для другої планети [оновлено]. Science Ukraine, 16 січня 2020. [Архівовано 23 вересня 2020 у Wayback Machine.]
- Зелінченко, Олена ; Стуканов, Сергій. Сьогодні. Ввечері (28.04.2022 22:39). Українське радіо. «Українські астрономи відкрили 5 нових комет. Через війну не можуть продовжити роботу. Бере участь Яків Павленко, науковий співробітник ГАО України.»